# Distruzione di Kandanos

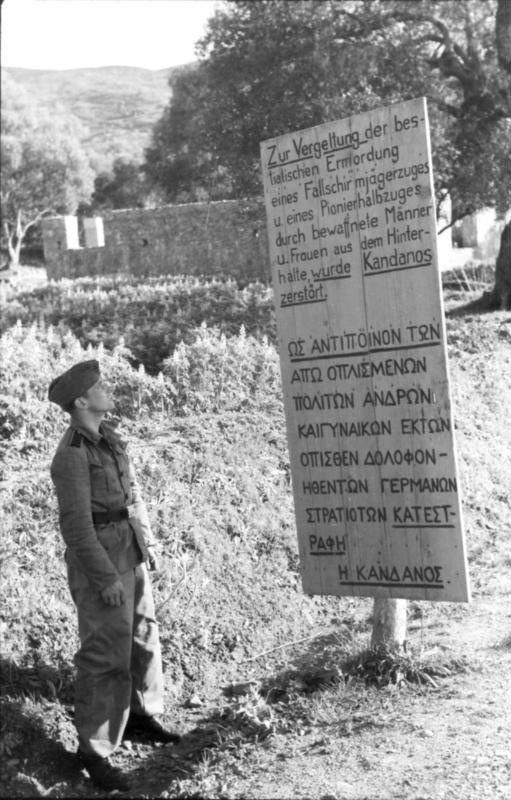
Un soldato tedesco davanti a uno dei cartelli eretti dopo l'abbattimento.Il testo recita:"Kandanos è stato distrutto come rappresaglia per l'assassinio in un'imboscata di un plotone di paracadutisti e di un mezzo plotone di ingegneri militari da parte di uomini e donne armati".

La distruzione di Kandanos (in greco: Καταστροφή της Καντάνου) si riferisce all'uccisione di circa 180 abitanti e alla completa distruzione del villaggio di Kandanos, avvenuta il 3 giugno 1941 da parte delle forze di occupazione tedesche durante la seconda guerra mondiale.
La decisione fu presa dal Generaloberst Kurt Student come rappresaglia per la partecipazione della popolazione locale alla battaglia di Creta, che bloccò per due giorni l'avanzata dei soldati tedeschi, e costituì uno dei crimini di guerra più atroci commessi durante l'occupazione di Creta da parte delle forze dell'Asse nella seconda guerra mondiale.

## Contesto storico

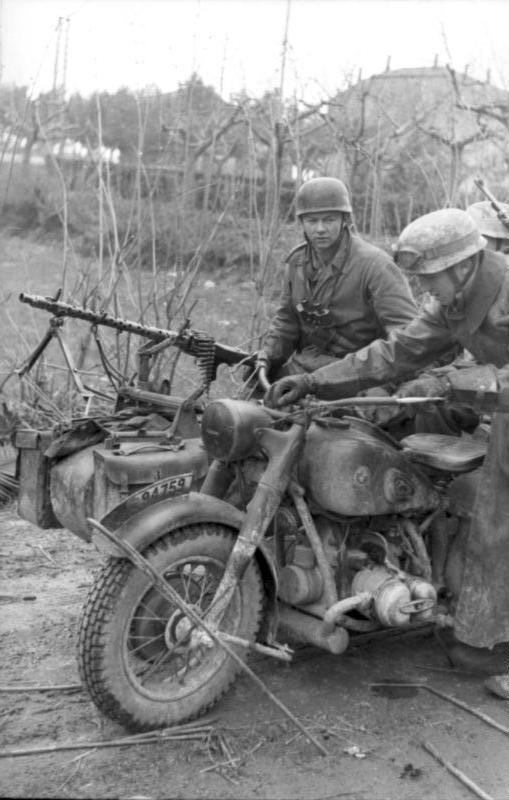
BMW R75 con sidecar e MG34.

### Resistenza locale
La battaglia di Creta iniziò il 20 maggio 1941 con l'invasione aerea su larga scala pianificata per catturare le posizioni strategiche dell'isola. Kandanos si trova sulla strada che va da La Canea, sulla costa settentrionale, a Palaiochora, a sud, un possibile punto di sbarco per dei potenziali rinforzi alleati dal Nord Africa. Il villaggio di Kandanos fu bombardato durante i primi giorni dell'attacco e un piccolo distaccamento tedesco motorizzato (in sella a motociclette equipaggiate con mitragliatrici MG 34 sui loro sidecar) tentò di attraversarlo il 23 maggio 1941, con l'obiettivo di raggiungere e proteggere Palaiochora. 
Sebbene non fossero addestrati e male armati, i civili locali di Kandanos, Palaiochora e dei piccoli villaggi limitrofi, con l'assistenza di alcuni gendarmi di Selino, affrontarono e combatterono spontaneamente le forze tedesche a Floria. Il giorno seguente, la gente del posto si riunì in numero maggiore e tese un'imboscata alle truppe tedesche della 5ª Gebirgs-division in avanzata, presso la gola di Kandanos.
Nonostante la loro forte resistenza il 24 e 25 maggio e le loro limitate perdite, gli abitanti furono in inferiorità numerica e alla fine furono costretti a ritirarsi sulle montagne, lasciando che i tedeschi avanzassero verso Palaiochora.

### Le ripercussioni sulla Resistenza
Durante la battaglia di Creta, le forze tedesche subirono pesanti perdite. Inoltre, la resistenza della popolazione locale esasperò il loro senso dell'ordine militare prussiano secondo il quale solo i soldati professionisti dovessero combattere. Già prima della fine della battaglia cominciarono a circolare delle storie esagerate, che attribuirono le perdite eccessive alle torture e alle mutilazioni dei paracadutisti da parte dei cretesi.
In seguito, tali storie si rivelarono false grazie alle indagini più attente, furono identificati solo pochi casi di mutilazione in tutta Creta, la maggior parte dei quali furono inflitte dopo la morte. Tuttavia, a seguito delle accuse e cercando di dare l'esempio, subito dopo la resa di Creta, avvenuta il 31 maggio, il comandante temporaneo generale Kurt Student emise un ordine per lanciare un'ondata di brutali rappresaglie contro la popolazione locale. Le rappresaglie furono eseguite rapidamente dalle stesse unità che fronteggiarono la gente del posto, omettendo le formalità.

## La distruzione

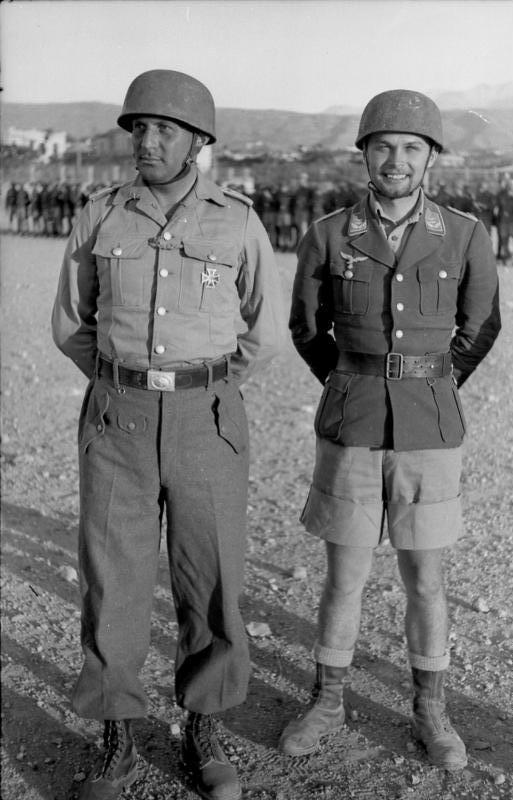
Horst Trebes (a destra) con Walter Gericke nel luglio 1941.

Il 3 giugno 1941, un giorno dopo l'esecuzione di diversi civili a Kondomari, le truppe tedesche del III battaglione del Luftlande-Sturm-Regiment 1 (molto probabilmente guidato dall'Oberleutnant Horst Trebes) raggiunsero Kandanos, seguendo l'ordine di rappresaglia di Student.
I tedeschi uccisero circa 180 residenti e massacrarono tutto il bestiame, tutte le case furono date alle fiamme e rase al suolo. Anche i villaggi vicini, come Floria e Kakopetro, incontrarono un destino simile. Dopo la sua distruzione, Kandanos fu dichiarata "zona morta" e alla popolazione rimanente fu proibito di ritornare al villaggio e ricostruirlo.
Infine, su ogni entrata del villaggio furono posti dei cartelli, scritti sia in tedesco che in greco, uno di questi riportò:"Qui sorgeva Kandanos, distrutto come punizione per l'assassinio di 25 soldati tedeschi, per non essere mai più ricostruito".

## Conseguenze

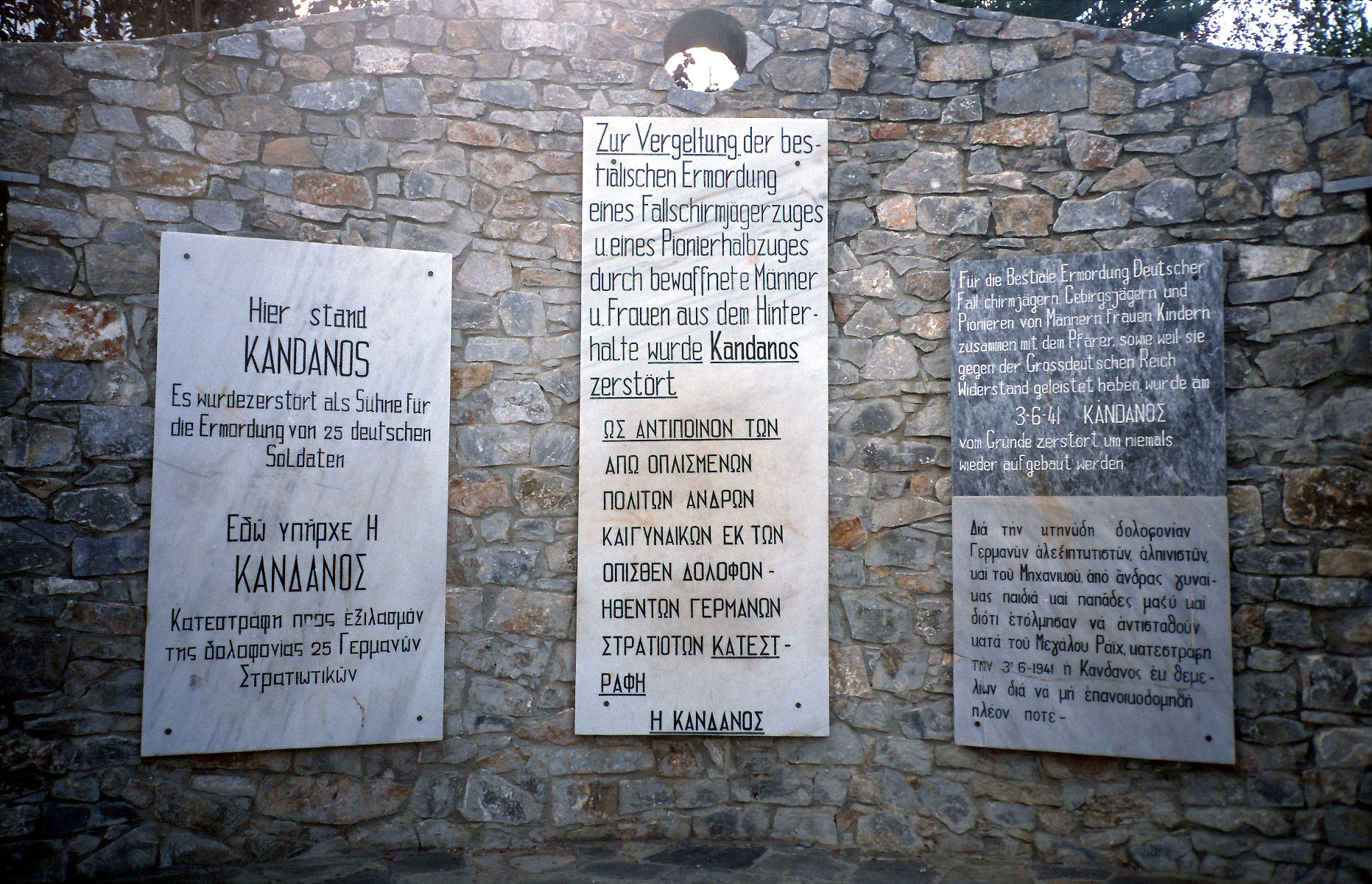
Il monumento ai caduti di Kandanos.

Dopo la resa di Creta, fu eretto un monumento ai caduti del 95º Battaglione dalla 5. Divisione Gebirgs vicino a Floria.
Dopo la resa della Germania, il generale Kurt Student fu catturato dagli inglesi. Nel maggio 1947 si presentò davanti a un tribunale militare per rispondere delle accuse di maltrattamento e omicidio dei prigionieri di guerra e dei civili avvenute a Creta. La richiesta greca di estradare Student fu respinta, fu giudicato colpevole di tre capi d'accusa su otto e condannato a cinque anni di carcere. Tuttavia, ricevette una dimissione medica e fu rilasciato nel 1948. Student fu poi assolto per i crimini contro i civili, anche grazie alla testimonianza resa dal Gen. Lindsay Merritt Inglis al processo.
Kandanos è stata ricostruita e oggi è la sede dell'omonimo comune. Su un monumento ai caduti locale sono esposte le riproduzioni dei cupi cartelli stradali della Wehrmacht che commemorano la distruzione del villaggio.